# Memorial to Heroic Self-Sacrifice

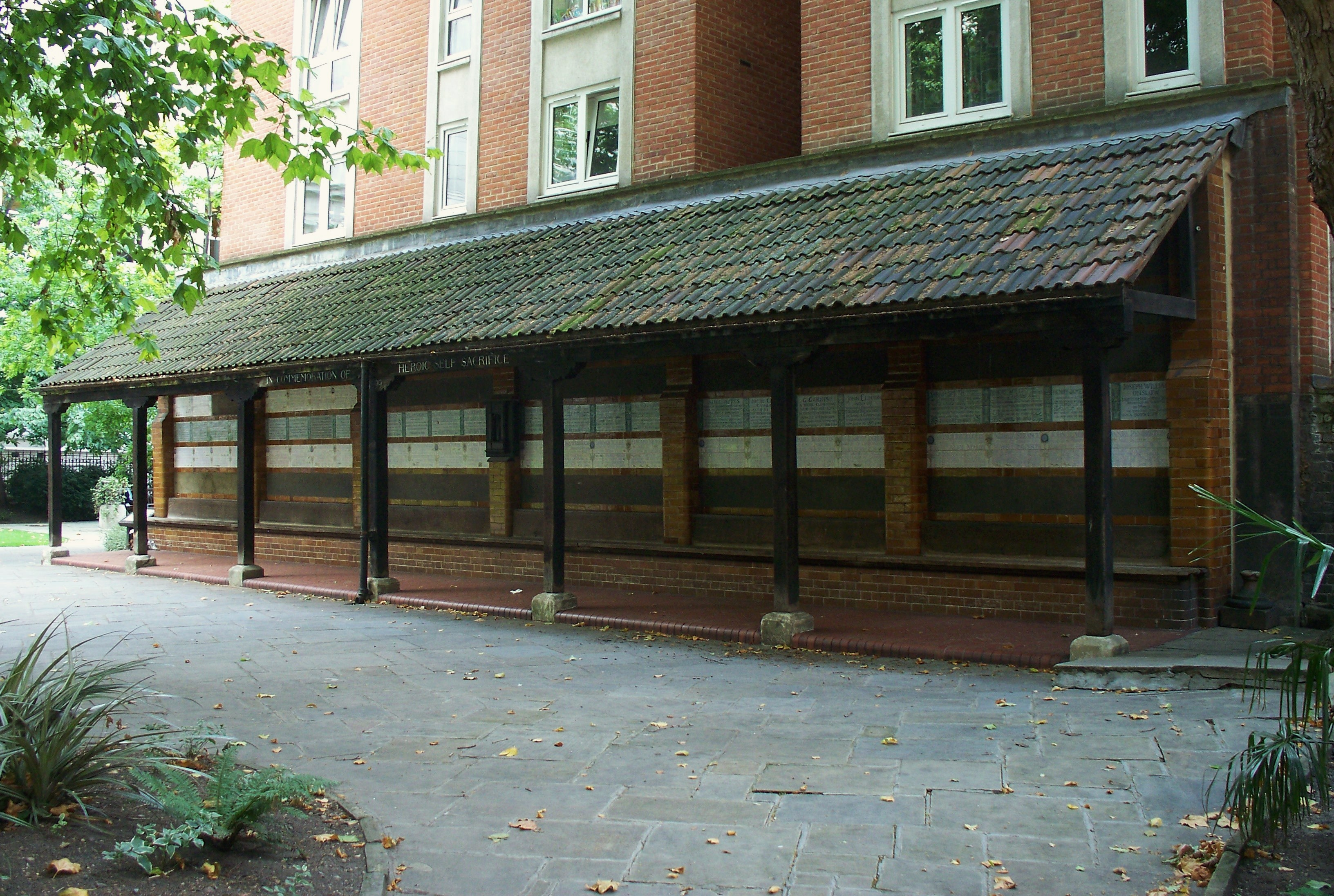
Memorial to Heroic Self-Sacrifice

Das Memorial to Heroic Self-Sacrifice (deutsch Denkmal für heldenhafte Selbstaufopferung) ist eine Gedenkstätte in London, die an einfache Menschen erinnert, die bei dem Versuch starben, anderen Menschen das Leben zu retten. Sie befindet sich im Postman’s Park, wenige hundert Meter nördlich der St Paul’s Cathedral.

## Geschichte des Denkmals

### Vorgeschichte

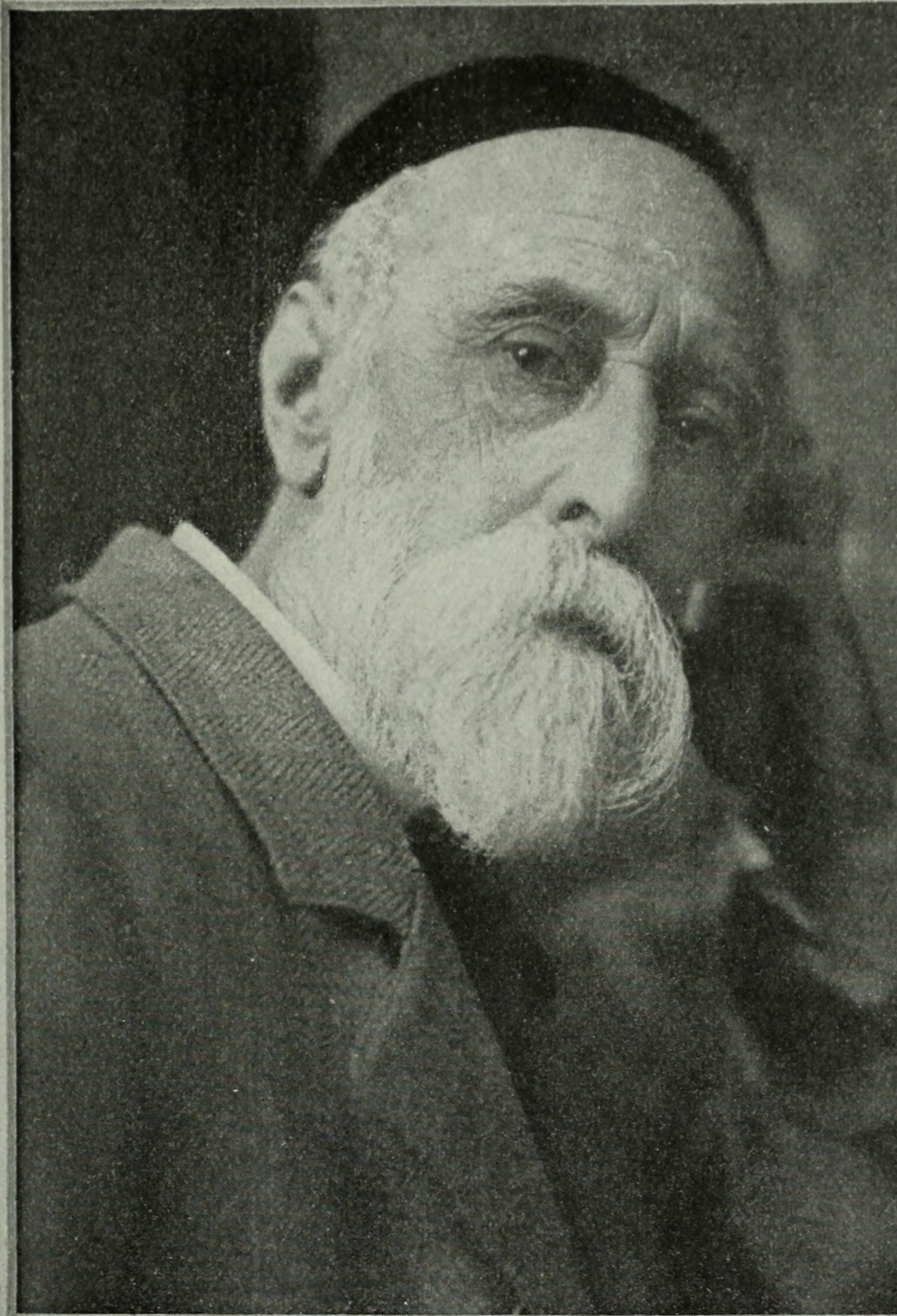
George Frederic Watts (1887)

Das Memorial to Heroic Self-Sacrifice geht auf den Maler und Bildhauer George Frederic Watts zurück. Er verfolgte schon ab den 1860er Jahren die Idee, ein Denkmal für gewöhnliche Menschen zu schaffen, die anderen Menschen das Leben gerettet (oder es zumindest versucht) und dabei ihr Leben geopfert hatten, die aber in Vergessenheit zu geraten drohten. Im August 1866 teilte Watts seinem Gönner Charles Rickards mit, er plane zu diesem Zweck die Errichtung einer Kolossalstatue aus Bronze im Hyde Park. Das Projekt scheiterte allerdings an der Finanzierung.
Anlässlich des Goldenen Thronjubiläums von Königin Victoria im Jahr 1887 schrieb Watts einen Leserbrief an die Times:

“The character of a nation as a people of great deeds is one, it appears to me, that should not be lost sight of. It must surely be a matter of regret when names worthy to be remembered and stories stimulating and instructive are allowed to be forgotten. It is not too much to say that the history of Her Majesty’s reign would gain a lustre were the nation to erect a monument, say, here in London, to record the names of these likely to be forgotten heroes. I cannot but believe a general response would be made to such a suggestion, and intelligent consideration and artistic power might combine to make London richer by a work that is beautiful, and our nation richer by a record that is infinitely honourable. The material prosperity of a nation is not an abiding possession; the deeds of its people are.”

„Das Wesen einer Nation als eines Volkes großer Taten ist etwas, scheint mir, das nicht aus dem Blick schwinden sollte. Es muss sicherlich zu bedauern sein, wenn Namen, die es wert sind, in Erinnerung zu bleiben, sowie anregende und lehrreiche Erzählungen dem Vergessen überlassen werden. Es ist nicht übertrieben zu sagen, dass die Geschichte der Herrschaft Ihrer Majestät an Glanz gewinnen würde, errichtete die Nation ein Denkmal, etwa hier in London, um die Namen dieser sonst wohl bald vergessenen Helden festzuhalten. Ich kann nicht anders, als zu glauben, dass ein solcher Vorschlag allgemeine Resonanz finden würde und intelligente Überlegungen wie künstlerische Kraft zusammen wirken möchten, London um ein Werk zu bereichern, das schön ist, und unsere Nation um einen Bericht, der unendlich ehrenvoll ist. Der materielle Wohlstand einer Nation ist kein bleibender Besitz; die Taten ihres Volkes sind es.“

Watts schwebte nun eine Anlage ähnlich einem Camposanto vor – eine Art Kreuzgang, auf dessen Marmorwänden die Namen der Verstorbenen eingraviert werden sollten. Auch mit diesem Vorschlag konnte er sich jedoch nicht durchsetzen.
Watts und seine zweite Frau Mary verfolgten ihre Pläne für die Errichtung eines Denkmals für Lebensretter mit so viel Leidenschaft, dass sie ihr Testament änderten und den größten Teil ihres Vermögens für diesen Zweck verwenden wollten. Sie zogen sogar den Verkauf ihrer Londoner Immobilie in Erwägung. Watts glaubte dabei, sein Denkmal in London würde nur das erste einer ganzen Reihe ähnlicher Denkmäler im ganzen Land sein.

### 1898 bis 2009
1898 schlug ein Freund von Watts dem Pfarrer von St Botolph’s Aldersgate vor, das Denkmal in einfacherer und kleinerer Form in der neuesten Erweiterung des Postman’s Park zu errichten. Watts erklärte sich einverstanden.
Nach Plänen des Architekten Ernest George wurde an der Außenwand eines Gebäudes im nordwestlichen Teil des Parks ein 15 m langer und 2,7 m hoher, offener hölzerner Anbau mit Ziegeldach errichtet. Der Längsbalken unterhalb der Dachkante trägt die Inschrift „IN COMMEMORATION OF HEROIC SELF-SACRIFICE“. Entlang der gesamten Wand wurde außerdem eine hölzerne Sitzbank angebracht. Die gesamten Baukosten (ohne Gedenktafeln) betrugen 402 Pfund (nach anderen Quellen 700 Pfund).
Anstatt die Namen in Marmorplatten zu meißeln, sollten aus Kostengründen nun handbemalte und glasierte Tafeln aus Keramik zum Einsatz kommen. Für die Gestaltung der ersten Tafeln wurde der Künstler William De Morgan engagiert, der kurz zuvor schon mit George Frederick Watts Ehefrau Mary Seton Watts zusammengearbeitet hatte.
Links neben der eigentlichen Gedenkwand befindet sich eine Informationstafel, die ebenfalls aus Keramikfliesen zusammengesetzt und im gleichen Stil bemalt ist wie die Gedenktafeln von William De Morgan. Neben einem kurzen Text zur Entstehungsgeschichte des Denkmals sind dort auch zwei Zitate zu lesen, nämlich einmal ein Satz aus Watts’ Leserbrief an die Times:

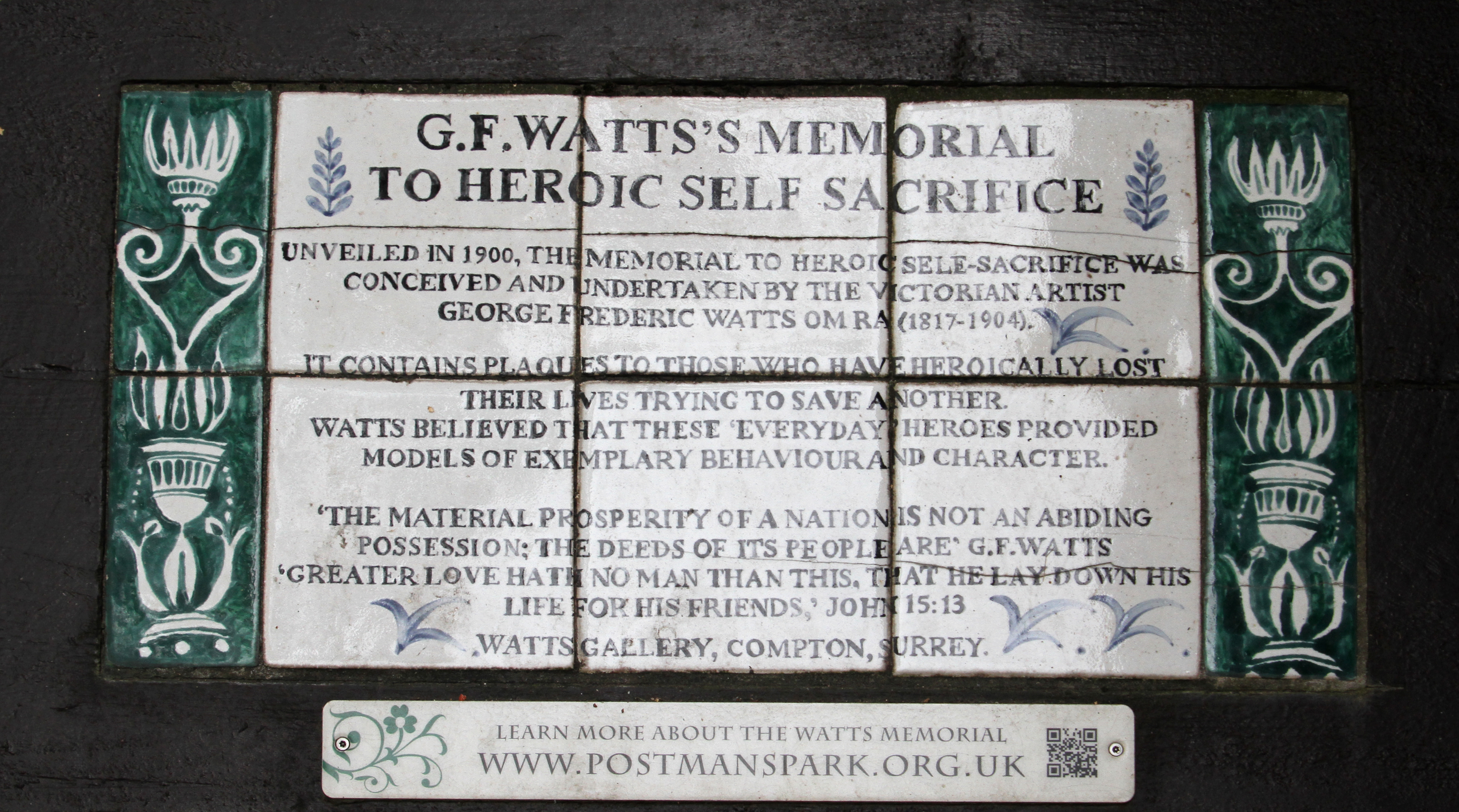
Hinweistafel am Denkmal

“The material prosperity of a nation is not an abiding possession: the deeds of its people are.”

„Der materielle Wohlstand einer Nation ist kein bleibender Besitz; die Taten ihres Volkes sind es.“

und zum anderen ein Vers aus dem Johannesevangelium:

“Greater love hath no man than this, that he lay down his life for his friends.”

„Niemand hat größere Liebe denn die, daß er sein Leben läßt für seine Freunde.“

Insgesamt bot die terrakottafarben geflieste Wand in sechs flachen Nischen Platz für 120 Tafeln in fünf Reihen übereinander (je vier Tafeln pro Reihe in jeder Nische). Zum Zeitpunkt der Eröffnung am 30. Juli 1900 waren jedoch erst vier Tafeln angebracht.

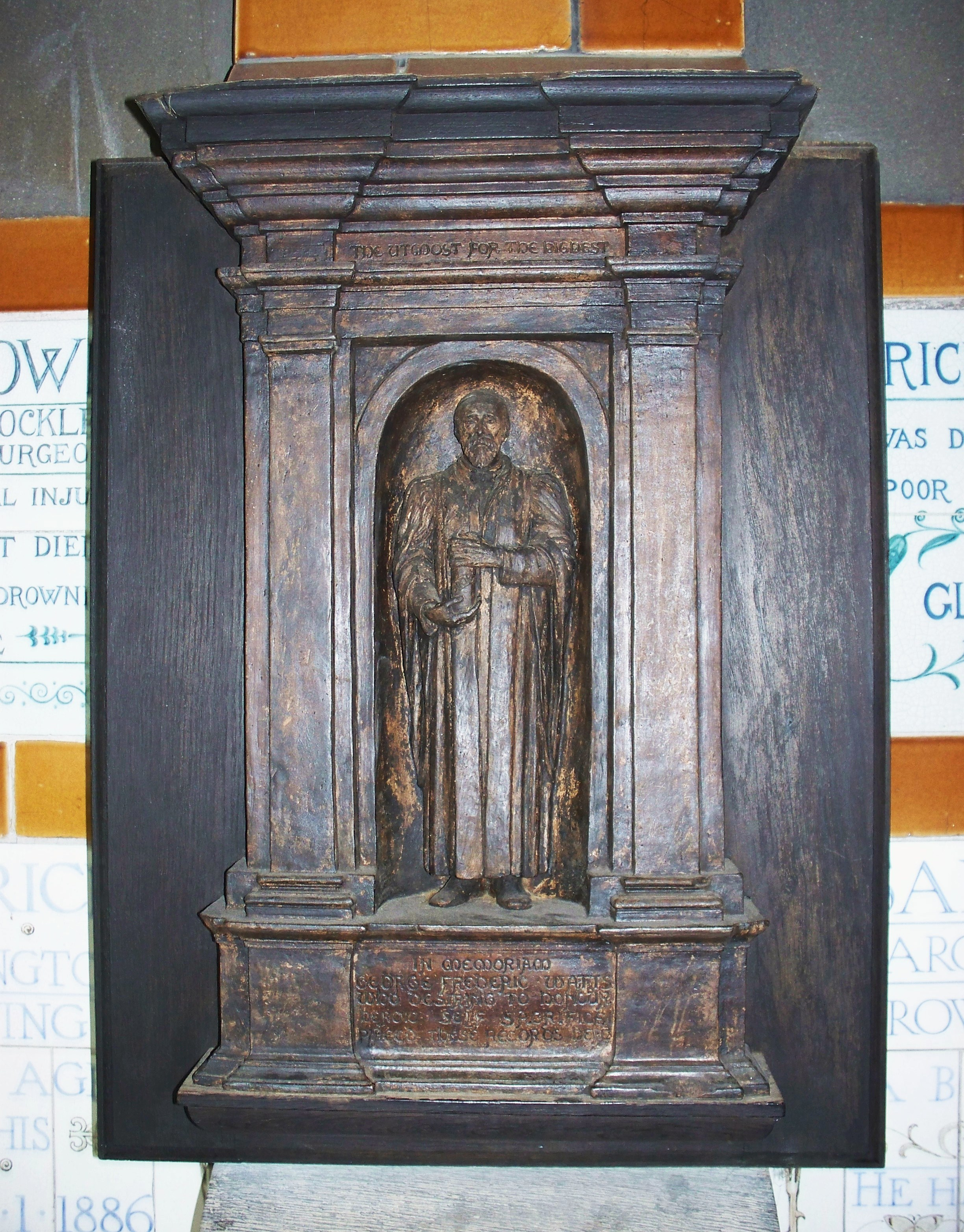
Das Denkmal für George Frederic Watts

Im Mai 1902 wurden die nächsten 9 Gedenktafeln enthüllt. Nach dem Tod von George Frederic Watts am 1. Juli 1904 führte seine Witwe Mary das Projekt weiter. 1905 wurde die mittlere (dritte) Reihe mit weiteren elf Tafeln komplettiert. Gleichzeitig wurde in der Mitte der Wand ein kleines hölzernes Halbrelief angebracht, das von Thomas H. Wren gestaltet worden war und das den Ideengeber George Frederick Watts zeigt.
1908 wurden weitere 24 Tafeln angebracht und damit die vierte Reihe auf einen Schlag gefüllt. Da sich William De Morgan 1906 aus der Keramikkunst zurückgezogen hatte, um sich der Schriftstellerei zu widmen, wurden die neuen Fliesen von Royal Doulton in Lambeth hergestellt.
1919 wurde eine einzelne Tafel angebracht (für den Polizisten Alfred Smith, der 1917 bei einem deutschen Luftangriff umgekommen war).
1927 wandte sich der Gemeindeschreiber von St Botolph’s an Watts’ Witwe Mary und schlug vor, mit der Installation neuer Tafeln fortzufahren. Eine Spendensammlung im Mai 1929 erbrachte statt der erhofften 500 Pfund allerdings nur 250 Pfund. Davon wurden 30 Pfund für die Renovierung des schon etwas heruntergekommenen Denkmals aufgewendet, so dass noch 220 Pfund für neue Tafeln zur Verfügung standen. Zunächst sollten die zu ehrenden Personen aus den von Watts gesammelten Namen ausgewählt werden, doch diese Fälle erschienen dem zuständigen Komitee als „zu viktorianisch“. Daher wurden die British Medical Association, die Metropolitan Police und (in Anbetracht des Namens des Parks) die Post gebeten, jeweils aus ihren Reihen geeignete Kandidaten vorzuschlagen. Nur die Polizei antwortete und nominierte drei umgekommene Polizisten (nach anderen Quellen hatte die Polizei durch eine Spendensammlung auch die Kosten für die drei Tafeln aufgebracht). Die drei neuen Gedenktafeln wurden im Oktober 1930 in einer feierlichen Zeremonie enthüllt. Außerdem wurde eine von De Morgan fehlerhaft beschriftete Tafel ersetzt. Da sich die Fliesen von Royal Doulton jedoch stilistisch deutlich von denen De Morgans unterschieden, wurde die Ersatztafel nicht mehr in der dritten Reihe platziert, sondern zusammen mit den drei anderen in der zweiten Reihe. Die Kosten für eine Tafel betrugen zu diesem Zeitpunkt neun Pfund.
Die Lücke in der dritten Reihe wurde im Jahr 1931 mit einer weiteren Tafel geschlossen. Um das einheitliche Erscheinungsbild zu wahren, engagierte Mary für diese eine Tafel den Künstler Fred Passenger, der schon früher für De Morgan gearbeitet hatte.
Nach Marys Tod im Jahr 1938 wurde das Projekt zunächst nicht weiter verfolgt und das Denkmal blieb unvollendet. Die jüngste Ergänzung stammt von 2009 und erinnert an den 30-jährigen Drucker Leigh Pitt, der einen neunjährigen Jungen vor dem Ertrinken gerettet hatte und dabei selbst umgekommen war.

### Diskussion um weitere Tafeln
Watts selbst hatte noch zu seinen Lebzeiten 120 Fälle von Selbstaufopferung ausgewählt, mit denen das Denkmal komplett gefüllt werden sollte. Das Hinzufügen von Personen aus neuerer Zeit macht also streng genommen die Möglichkeit zunichte, das Denkmal doch noch in der ursprünglich von Watts angedachten Form vollenden zu können.
Nach der Enthüllung der Tafel für Leigh Pitt ging bei der Corporation of London und der Diözese London ein weiterer Vorschlag ein. Im Juli 2010 wurde ein Komitee gegründet, in dem alle involvierten Interessensgruppen vertreten waren. Nach ausgiebigen Diskussionen entschied das Komitee, es sei „nicht länger angemessen, weitere Gedenktafeln zur Wand hinzuzufügen“. Als Begründung wurden folgende Punkte genannt:
- Die Gedenkstätte war ein persönliches Projekt von G. F. Watts und sein persönlicher Einfluss ist für sie von zentraler Bedeutung.[10]
- Die Gedenkstätte wurde zu einer Zeit konzipiert, als es noch kaum Orden und Ehrenzeichen gab, mit denen Zivilisten für solche tapferen Taten (auch postum) geehrt werden konnten. Durch die Einführung solcher Auszeichnungen ist einer der Gründe für die Errichtung des Denkmals entfallen.[10]
- Die Sprache des Viktorianischen Zeitalters auf den Tafeln und deren künstlerische Gestaltung tragen heute wesentlich zu dem besonderen Reiz des Denkmals bei. Die Anbringung neuer Tafeln würde diesen Effekt verwässern.[10]

2013 wurde aus den Interessengruppen erneut ein Komitee gebildet, das sich zukünftig um den Schutz und die Erhaltung des Denkmals kümmern soll.
2021 unterzeichneten knapp 150.000 Menschen eine Petition, in der gefordert wurde, Folajimi Olubunmi-Adewole mit einer Tafel auf dem Denkmal zu ehren. Der Zwanzigjährige war am 24. April desselben Jahres in der Nähe der London Bridge in die Themse gesprungen, um eine ihm unbekannte Einundzwanzigjährige zu retten. Die Frau überlebte, er selbst ertrank.

## Die Tafeln

### Allgemeine Beschreibung

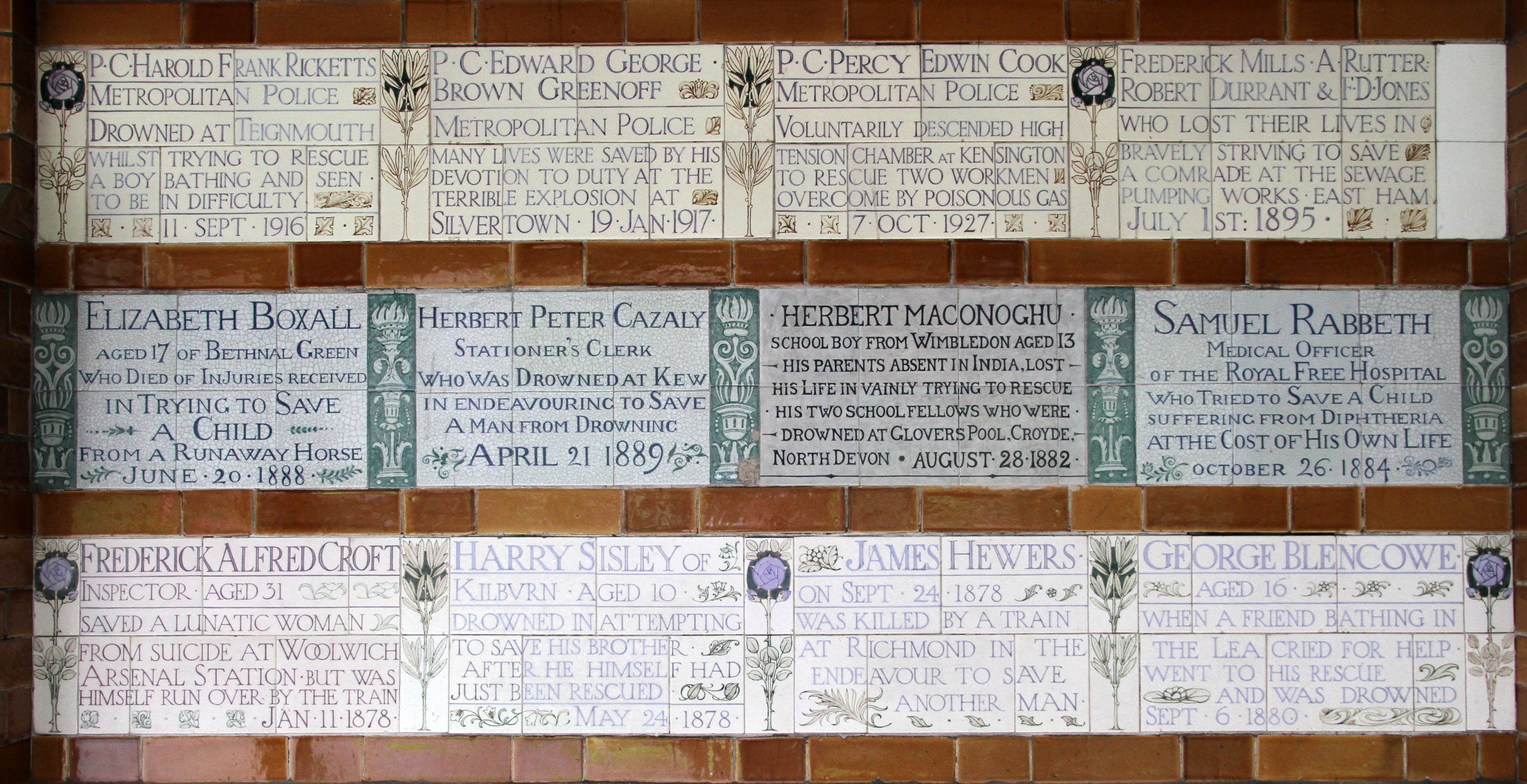
Mitte: Tafeln von William De Morgan
oben und unten: Tafeln von Royal Doulton

Insgesamt besteht das Denkmal derzeit (Stand: 2024) aus 54 Tafeln, davon sechs in der zweiten und jeweils 24 in der dritten und vierten Reihe.
Die Größe ist nicht bei allen Tafeln exakt gleich, aber bei den meisten liegt sie bei etwa 30 × 50 cm. Während die ursprünglichen vier Tafeln aus je zwei speziell angefertigten rechteckigen Keramikfliesen bestanden, waren die nächsten Tafeln aus Kostengründen aus kleineren quadratischen Fliesen mit der Standard-Kantenlänge von gut 15 cm zusammengesetzt. Später wurden auch andere Fliesengrößen verwendet.
Auf die einfarbig weißen Fliesen wurden der Text und die Ornamente von Hand aufgemalt, wobei die Farbe bei den alten Tafeln von De Morgan grau-grün, bei den neueren von Royal Doulton eher bläulich-violett ist. Auf jeder Tafel ist neben dem Namen des oder der Verstorbenen und dem Todesdatum eine kurze Schilderung der Todesumstände zu lesen. Außerdem sind die Tafeln mit Ornamenten verziert – diese sind größtenteils eher floraler oder abstrakter Natur, teilweise aber auch thematisch an den jeweiligen Todesfall angelehnt. So sind etwa auf der Tafel für Mary Rogers, eine Stewardess, die 1899 mit der Stella unterging, ein Schiff und ein Anker abgebildet, und auf der neuesten Tafel für den ertrunkenen Leigh Pitt sind mehrere Fische zu sehen.

### Auswahl der Namen
Watts fand die Namen vor allem durch Zeitungsmeldungen, in denen über die jeweiligen Unglücksfälle berichtet wurde. Aus dieser Sammlung von Zeitungsausschnitten wählte er dann die 120 Fälle für die Gedenkwand aus. Eine Überprüfung der Meldungen oder auch nur ein Quervergleich mit den Artikeln in anderen Zeitungen fand nicht statt. Dies führte nicht nur dazu, dass in etlichen Fällen auf den Tafeln die Namen von Personen falsch geschrieben oder Daten falsch wiedergegeben wurden – mindestens einer der Unglücksfälle (der von G. Garnish) hat sich mit großer Wahrscheinlichkeit nie ereignet. Die entsprechende Zeitungsmeldung war ein Hoax, was sich schon wenige Tage später herausstellte und was auch in der Zeitung zu lesen war, von Watts aber offensichtlich nicht zur Kenntnis genommen wurde.
Auf dem Denkmal werden derzeit (Stand: 2024) 62 Personen genannt, davon acht Kinder, neun Frauen und 45 Männer. Unter letzteren befinden sich sechs Polizisten und zwei Feuerwehrmänner.
Der am längsten zurückliegende Todesfall ist der von Sarah Smith, einer Pantomimin im Prince’s Theatre, deren eigenes Kleid 1863 Feuer fing, als sie versuchte, eine Kollegin zu löschen, der letzte der des bereits erwähnten Leigh Pitt. Die jüngste erwähnte Person ist der 8-jährige Henry James Bristow, der 1890 ebenfalls tödliche Verbrennungen erlitt, als er seine kleine Schwester löschte. Die älteste ist mit 61 Jahren Daniel Pemberton, ein Vorarbeiter der London and South Western Railway, der 1903 noch seinen Kollegen aus dem Gleis stieß, dann aber selbst vom Zug erfasst wurde. Die Tafel mit den meisten Namen erinnert an vier Arbeiter eines Abwasserpumpwerks in East Ham, die 1895 bei dem Versuch umgekommen waren, einen Kollegen zu retten (das ist auch die Tafel, die 1930 ersetzt wurde).

### Tabellarische Auflistung der einzelnen Tafeln
| Datum der Enthüllung | Name                                                                 | Todesdatum         | Reihe/Spalte | Bild | Künstler          | originale Inschrift | Übersetzung | Bemerkung                |
| -------------------- | -------------------------------------------------------------------- | ------------------ | ------------ | --- | ----------------- | --- | --- | ------------------------ |
| 30. Juli 1900        | Thomas Griffin                                                       | 12. April 1899     | 3/A          | A tablet formed of two large tiles, bordered by green flowers in the style of the Arts and Crafts movement                                       | William De Morgan | Thomas Griffin Fitters Labourer April 12, 1899 In a boiler explosion at a Battersea sugar refinery was fatally scalded in returning to search for his mate                                                                                      | Thomas Griffin Schlossergehilfe 12. April 1899 Bei einer Kesselexplosion in einer Zuckerraffinerie in Battersea erlitt er tödliche Verbrühungen, als er zurückkehrte, um nach seinem Kollegen zu suchen                                                                                       |                          |
| 30. Juli 1900        | Walter Peart, Harry Dean                                             | 18. Juli 1898      | 3/B          | A tablet formed of two large tiles, bordered by green flowers in the style of the Arts and Crafts movement                                       | William De Morgan | Walter Peart, Driver and Harry Dean, Fireman of the Windsor Express on July 18, 1898 Whilst being scalded and burnt sacrificed their lives in saving the train                                                                                  | Walter Peart, Lokführer und Harry Dean, Heizer des Windsor Express am 18. Juli 1898 Während sie verbrüht und verbrannt wurden, opferten sie ihr Leben, um den Zug zu retten | [ Anm. 1 ] [ 18 ]        |
| 30. Juli 1900        | Mary Rogers                                                          | 30. März 1899      | 3/C          | A tablet formed of two large tiles, bordered by green flowers in the style of the Arts and Crafts movement                                       | William De Morgan | Mary Rogers Stewardess of the Stella Mar 30 1899 Self sacrificed by giving up her life belt and voluntarily going down in the sinking ship | Mary Rogers Stewardess auf der Stella 30. März 1899 Opferte sich, indem sie auf ihre Schwimmweste verzichtete und freiwillig mit dem sinkenden Schiff unterging | [ Anm. 2 ] [ 19 ]        |
| 30. Juli 1900        | George Stephen Funnell                                               | 22. Dezember 1899  | 3/D          | A tablet formed of two large tiles, bordered by green flowers in the style of the Arts and Crafts movement                                       | William De Morgan | George Stephen Funnell Police Constable Dec 22 1899 In a fire at the Elephant & Castle, Wick Road Hackney Wick, after rescuing two lives went back into the flames, saving a barmaid at the risk of his own life                                | George Stephen Funnell Polizeiwachtmeister 22. Dez 1899 Bei einem Feuer im Elephant & Castle, Wick Road, Hackney Wick, ging er, nachdem er zwei Leben gerettet hatte, in die Flammen zurück und rettete eine Bardame unter Einsatz seines eigenen Lebens                                      |                          |
| 4. Mai 1902          | Elizabeth Boxall                                                     | 20. Juni 1888      | 3/E          | A tablet formed of six standard sized tiles, bordered by green flowers in the style of the Arts and Crafts movement                              | William De Morgan | Elizabeth Boxall Aged 17 of Bethnal Green Who died of injuries received in trying to save a child from a runaway horse June 20, 1888 | Elizabeth Boxall 17 Jahre alt, aus Bethnal Green die an Verletzungen starb, die sie sich zugezogen hatte, als sie versuchte, ein Kind vor einem entlaufenen Pferd zu retten 20. Juni 1888 |                          |
| 4. Mai 1902          | Herbert Peter Cazaly                                                 | 21. April 1889     | 3/F          | A tablet formed of six standard sized tiles, bordered by green flowers in the style of the Arts and Crafts movement                              | William De Morgan | Herbert Peter Cazaly Stationer's clerk Who was drowned at Kew in endeavouring to save a man from drowning April 21, 1889 | Herbert Peter Cazaly Schreibwarenhändler der in Kew ertrank, als er versuchte, einen Mann vor dem Ertrinken zu retten 21. April 1889 |                          |
| 4. Mai 1902          | Frederick Mills, Arthur Rutter, Robert Durant, Frederick David Jones | 1. Juli 1895       | 2/H          | A tablet formed of five tiles of varying sizes, bordered by yellow and blue flowers in an art nouveau style                                      | Royal Doulton     | Frederick Mills · A Rutter Robert Durant & F D Jones Who lost their lives in bravely striving to save a comrade at the Sewage Pumping Works East Ham July 1, 1895                                                                               | Frederick Mills · A Rutter Robert Durant & F D Jones die ihr Leben verloren bei dem mutigen Versuch, einen Kameraden im Abwasser-Pumpwerk East Ham zu retten 1. Juli 1895 | [ Anm. 4 ] [ 22 ] [ 23 ] |
| 4. Mai 1902          | Samuel Rabbeth                                                       | 26. Oktober 1884   | 3/H          | A tablet formed of six standard sized tiles, bordered by green flowers in the style of the Arts and Crafts movement                              | William De Morgan | Samuel Rabbeth Medical Officer Of the Royal Free Hospital Who tried to save a child suffering from diphtheria at the cost of his own life October 26, 1884                                                                                      | Samuel Rabbeth Amtsarzt am Royal Free Hospital der versuchte, auf Kosten seines eigenen Lebens ein an Diphtherie leidendes Kind zu retten 26. Oktober 1884 | [ Anm. 5 ] [ 24 ]        |
| 4. Mai 1902          | Alice Ayres                                                          | 26. April 1885     | 3/Q          | A tablet formed of six standard sized tiles, bordered by green flowers in the style of the Arts and Crafts movement                              | William De Morgan | Alice Ayres Daughter of a bricklayer's labourer Who by intrepid conduct saved 3 children from a burning house in Union Street Borough at the cost of her own young life April 24, 1885                                                          | Alice Ayres Tochter eines Maurergehilfen die durch unerschrockenes Verhalten drei Kinder aus einem brennenden Haus im Union Street Borough rettete auf Kosten ihres eigenen jungen Lebens 24. April 1885                                                                                      | [ Anm. 6 ] [ 25 ]        |
| 4. Mai 1902          | John Cranmer Cambridge                                               | 8. August 1901     | 3/R          | A tablet formed of six standard sized tiles, bordered by green flowers in the style of the Arts and Crafts movement                              | William De Morgan | John Cranmer Cambridge Aged 23 a clerk in the London County Council Who was drowned near Ostend whilst saving the life of a stranger and a foreigner August 8, 1901                                                                             | John Cranmer Cambridge 23 Jahre alt, ein Angestellter im London County Council der in der Nähe von Ostende ertrank, als er einem Fremden das Leben rettete 8. August 1901 |                          |
| 4. Mai 1902          | G. Garnish                                                           | 7. Januar 1885     | 3/S          | A tablet formed of six standard sized tiles, bordered by green flowers in the style of the Arts and Crafts movement                              | William De Morgan | G Garnish A young clergyman Who lost his life in endeavouring to rescue a stranger from drowning at Putney January 7, 1885 | G Garnish Ein junger Geistlicher der sein Leben verlor bei dem Versuch, in Putney einen Fremden vor dem Ertrinken zu retten 7. Januar 1885 | [ Anm. 7 ] [ 15 ]        |
| 4. Mai 1902          | John Clinton                                                         | 16. Juli 1894      | 3/T          | A tablet formed of six standard sized tiles, bordered by green flowers in the style of the Arts and Crafts movement                              | William De Morgan | John Clinton Aged 10 Who was drowned near London Bridge in trying to save a companion younger than himself July 16, 1894 | John Clinton 10 Jahre alt der nahe der London Bridge ertrank, als er versuchte, einen jüngeren Begleiter zu retten 16. Juli 1894 | [ Anm. 8 ] [ 26 ]        |
| 4. Mai 1902          | Joseph William Onslow                                                | 5. Mai 1885        | 3/X          | A tablet formed of six standard sized tiles, bordered by green flowers in the style of the Arts and Crafts movement                              | William De Morgan | Joseph William Onslow Lighterman · Who was drowned at Wapping on May 5, 1885 In trying to save a boy's life | Joseph William Onslow Kahnführer · der am 5. Mai 1885 bei Wapping ertrank als er versuchte, das Leben eines Jungen zu retten |                          |
| 13. Dezember 1905    | David Selves                                                         | 12. September 1886 | 3/I          | A tablet formed of six standard sized tiles, bordered by green flowers in the style of the Arts and Crafts movement                              | William De Morgan | David Selves aged 12 Off Woolwich supported his drowning playfellow and sank with him clasped in his arms. September 12, 1886 | David Selves, 12 Jahre alt Vor Woolwich stützte er seinen ertrinkenden Spielkameraden und versank mit ihm in seinen Armen. 12. September 1886 |                          |
| 13. Dezember 1905    | William Goodrum                                                      | 28. Februar 1880   | 3/J          | A tablet formed of six standard sized tiles, bordered by green flowers in the style of the Arts and Crafts movement                              | William De Morgan | William Goodrum Signalman · Aged 60 Lost his life at Kingsland Road Bridge in saving a workman from death under the approaching train from Kew February 28, 1880                                                                                | William Goodrum Signalwärter · 60 Jahre alt Verlor sein Leben bei der Kingsland Road Bridge, als er einen Arbeiter vor dem Tod unter dem herannahenden Zug aus Kew bewahrte. 28. Februar 1880                                                                                                 | [ Anm. 9 ] [ 27 ]        |
| 13. Dezember 1905    | Mrs Yarman                                                           | 26. März 1900      | 3/K          | A tablet formed of six standard sized tiles, bordered by green flowers in the style of the Arts and Crafts movement                              | William De Morgan | Mrs Yarman wife of George Yarman Labourer at Bermondsey Refusing to be deterred from making three attempts to climb a burning staircase to save her aged mother Died of the effects March 26, 1900                                              | Mrs. Yarman, Ehefrau von George Yarman Arbeiter in Bermondsey ließ sich nicht davon abhalten, drei Versuche zu unternehmen, eine brennende Treppe hinaufzusteigen, um ihre alte Mutter zu retten. Sie starb an den Folgen. 26. März 1900                                                      |                          |
| 13. Dezember 1905    | Alexander Stewart Brown                                              | 9. Oktober 1900    | 3/L          | A tablet formed of six standard sized tiles, bordered by green flowers in the style of the Arts and Crafts movement                              | William De Morgan | Alexr Stewart Brown of Brockley Fellow of the Royal College of Surgeons Though suffering from severe spinal injury the result of a recent accident died from his brave efforts to rescue a drowning man and to restore his life October 9, 1900 | Alexr Stewart Brown aus Brockley Fellow des Royal College of Surgeons Obwohl er an einer schweren Wirbelsäulenverletzung aufgrund eines kürzlichen Unfalls litt, starb er infolge seiner mutigen Bemühungen, einen Ertrinkenden zu retten und dessen Leben wiederherzustellen 9. Oktober 1900 |                          |
| 13. Dezember 1905    | Richard Farris                                                       | 20. Mai 1878       | 3/M          | A tablet formed of six standard sized tiles, bordered by green flowers in the style of the Arts and Crafts movement                              | William De Morgan | Richard Farris Labourer Was drowned in attempting to save a poor girl who had thrown herself into the canal at Globe Bridge Peckham May 20, 1878                                                                                                | Richard Farris, Arbeiter Ertrank bei dem Versuch, ein armes Mädchen zu retten, das sich in den Kanal bei der Globe-Brücke in Peckham gestürzt hatte 20. Mai 1878 |                          |
| 13. Dezember 1905    | George Lee                                                           | 26. Juli 1876      | 3/N          | A tablet formed of six standard sized tiles, bordered by green flowers in the style of the Arts and Crafts movement                              | William De Morgan | George Lee Fireman At a fire in Clerkenwell Carried an unconscious girl to the Escape falling six times and died of his injuries July 26, 1876                                                                                                  | George Lee. Heizer Bei einem Feuer in Clerkenwell trug ein bewusstloses Mädchen in Sicherheit, stürzte sechs Mal und starb an seinen Verletzungen 26. Juli 1876 |                          |
| 13. Dezember 1905    | William Drake                                                        | 2. April 1869      | 3/O          | A tablet formed of six standard sized tiles, bordered by green flowers in the style of the Arts and Crafts movement                              | William De Morgan | William Drake Lost his life in averting a Serious Accident to a Lady in Hyde Park April 2, 1869 Whose horses were unmanageable through the breaking of the carriage pole                                                                        | William Drake verlor sein Leben, als er einen schweren Unfall einer Dame im Hyde Park verhinderte 2. April 1869 deren Pferde durch den Bruch der Kutschstange unbeherrschbar geworden waren                                                                                                   | [ Anm. 12 ] [ 30 ]       |
| 13. Dezember 1905    | Ellen Donovan                                                        | 28. Juli 1873      | 3/P          | A tablet formed of six standard sized tiles, bordered by green flowers in the style of the Arts and Crafts movement                              | William De Morgan | Ellen Donovan of Lincoln Court Great Wild Street Rushed into a burning house to save a neighbours children and perished in the flames July 28, 1873                                                                                             | Ellen Donovan aus Lincoln Court Great Wild Street rannte in ein brennendes Haus, um die Kinder eines Nachbarn zu retten, und starb in den Flammen 28. Juli 1873 |                          |
| 13. Dezember 1905    | Sarah Smith                                                          | 24. Januar 1863    | 3/U          | A tablet formed of six standard sized tiles, bordered by green flowers in the style of the Arts and Crafts movement                              | William De Morgan | Sarah Smith pantomime artiste at Prince's Theatre Died of terrible injuries received when attempting in her inflammable dress to extinguish the flames which had enveloped her companion January 24, 1863                                       | Sarah Smith, Pantomimin am Prince’s Theatre starb an schrecklichen Verletzungen, die sie erlitten hatte, als sie in ihrem brennbaren Kleid versuchte, die Flammen zu löschen, die ihre Kollegin eingehüllt hatten 24. Januar 1863                                                             |                          |
| 13. Dezember 1905    | Robert Wright                                                        | 30. April 1893     | 3/V          | A tablet formed of six standard sized tiles, bordered by green flowers in the style of the Arts and Crafts movement                              | William De Morgan | Robert Wright Police Constable of Croydon Entered a burning house to save a woman knowing that there was petroleum stored in the cellar – an explosion took place and he was killed April 30, 1893                                              | Robert Wright, Polizeiwachtmeister aus Croydon betrat ein brennendes Haus, um eine Frau zu retten, obwohl er wusste, dass im Keller Petroleum gelagert wurde – eine Explosion ereignete sich und er wurde getötet 30. April 1893                                                              |                          |
| 13. Dezember 1905    | Henry James Bristow                                                  | 30. Dezember 1890  | 3/W          | A tablet formed of six standard sized tiles, bordered by green flowers in the style of the Arts and Crafts movement                              | William De Morgan | Henry James Bristow Aged eight – at Walthamstow On December 30, 1890 – saved his little sister's life by tearing off her flaming clothes but caught fire himself and died of burns and shock                                                    | Henry James Bristow 8 Jahre alt – aus Walthamstow Am 30. Dezember 1890 – rettete das Leben seiner kleinen Schwester, indem er ihr die brennenden Kleider vom Leib riss, fing aber selbst Feuer und starb an Verbrennungen und Schock                                                          |                          |
| 13. Dezember 1905    | George Frederic Watts                                                | 1. Juli 1904       | N/A          | A dark terracotta relief of a man holding a long partly unrolled scroll                                                                          | T. H. Wren        | The Utmost for the Highest In memoriam George Frederic Watts, who desiring to honour heroic self-sacrifice placed these records here | Das Äußerste für das Höchste In Memoriam George Frederic Watts, der in dem Wunsch, die heroische Selbstaufopferung zu würdigen, diese Aufzeichnungen hier platzierte |                          |
| 21. August 1908      | Joseph Andrew Ford                                                   | 7. Oktober 1871    | 4/A          | A tablet formed of five tiles of varying sizes, bordered by yellow and blue flowers in an art nouveau style                                      | Royal Doulton     | Joseph Andrew Ford Aged 30 · Metropolitan Fire Brigade · Saved six persons from fire in Gray's Inn Road but in his last heroic act he was scorched to death Oct 7 1871                                                                          | Joseph Andrew Ford 30 Jahre alt · Städtische Feuerwehr · rettete in der Gray’s Inn Road sechs Personen vor dem Feuer aber bei seiner letzten heroischen Tat wurde er verbrannt 7. Okt. 1871                                                                                                   |                          |
| 21. August 1908      | Amelia Kennedy                                                       | 18. Oktober 1871   | 4/B          | A tablet formed of five tiles of varying sizes, bordered by yellow and blue flowers in an art nouveau style                                      | Royal Doulton     | Amelia Kennedy Aged 19 Died in trying to save her sister from their burning house in Edward's Lane Stoke Newington Oct 18 1871 | Amelia Kennedy 19 Jahre alt starb bei dem Versuch, ihre Schwester aus ihrem brennenden Haus in der Edward’s Lane in Stoke Newington zu retten 18. Okt. 1871 |                          |
| 21. August 1908      | Edmund Emery                                                         | 31. Juli 1874      | 4/C          | A tablet formed of five tiles of varying sizes, bordered by yellow and blue flowers in an art nouveau style                                      | Royal Doulton     | Edmund Emery of 272 King's Road Chelsea Passenger Leapt from a Thames steamboat to rescue a child and was drowned July 31, 1874 | Edmund Emery aus der King’s Road 272 in Chelsea Passagier sprang von einem Dampfboot auf der Themse, um ein Kind zu retten, und ertrank 31. Juli 1874 |                          |
| 21. August 1908      | William Donald                                                       | 16. Juli 1876      | 4/D          | A tablet formed of five tiles of varying sizes, bordered by yellow and blue flowers in an art nouveau style                                      | Royal Doulton     | William Donald of Bayswater aged 19 Railway clerk Was drowned in the Lea trying to save a lad from a dangerous entanglement of weed July 16, 1876                                                                                               | William Donald aus Bayswater, 19 Jahre alt Eisenbahner der im Lea ertrank, als er versuchte, einen Jungen aus einer gefährlichen Verhedderung in Pflanzen zu retten 16. Juli 1876 |                          |
| 21. August 1908      | Frederick Alfred Croft                                               | 11. Januar 1878    | 4/E          | A tablet formed of five tiles of varying sizes, bordered by yellow and blue flowers in an art nouveau style                                      | Royal Doulton     | Frederick Alfred Croft Inspector aged 31 Saved a lunatic woman from suicide at Woolwich Arsenal station but was himself run over by the train Jan 11 1878                                                                                       | Frederick Alfred Croft Inspektor, 31 Jahre alt rettete am Bahnhof Woolwich Arsenal eine geisteskranke Frau vor dem Selbstmord, wurde aber selbst vom Zug überrollt 11. Jan. 1878 |                          |
| 21. August 1908      | Harry Sisley                                                         | 24. Mai 1878       | 4/F          | A tablet formed of five tiles of varying sizes, bordered by yellow and blue flowers in an art nouveau style                                      | Royal Doulton     | Harry Sisley of Kilburn aged 10 Drowned in attempting to save his brother after he himself had just been rescued May 24, 1878 | Harry Sisley aus Kilburn, 10 Jahre alt ertrank bei dem Versuch, seinen Bruder zu retten, nachdem er selbst gerade gerettet worden war 24. Mai 1878 |                          |
| 21. August 1908      | James Hewers                                                         | 24. September 1878 | 4/G          | A tablet formed of five tiles of varying sizes, bordered by yellow and blue flowers in an art nouveau style                                      | Royal Doulton     | James Hewers On Sept 24 1878 Was killed by a train at Richmond in the endeavour to save another man | James Hewers am 24. Sept. 1878 wurde in Richmond von einem Zug getötet, als er versuchte, einen anderen Mann zu retten |                          |
| 21. August 1908      | George Blencowe                                                      | 6. September 1880  | 4/H          | A tablet formed of five tiles of varying sizes, bordered by yellow and blue flowers in an art nouveau style                                      | Royal Doulton     | George Blencowe Aged 16 When a friend bathing in the Lea cried for help went to his rescue and was drowned Sept 6 1880 | George Blencowe 16 Jahre alt Als ein Freund, der im Lea badete, um Hilfe schrie, eilte er zu seiner Rettung und ertrank 6. Sept. 1880 |                          |
| 21. August 1908      | Ernest Benning                                                       | 25. August 1883    | 4/I          | A tablet formed of five tiles of varying sizes, bordered by yellow and blue flowers in an art nouveau style                                      | Royal Doulton     | Ernest Benning Compositor aged 22 Upset from a boat one dark night off Pimlico Pier Grasped an oar with one hand supporting a woman with the other but sank as she was rescued Aug 25 1883                                                      | Ernest Benning Schriftsetzer, 22 Jahre alt stürzte in einer dunklen Nacht vor Pimlico Pier von einem Boot hielt mit einer Hand ein Ruder fest und stützte mit der anderen eine Frau, ging aber unter, als sie gerettet wurde 25. August 1883                                                  |                          |
| 21. August 1908      | Thomas Simpson                                                       | 25. Januar 1885    | 4/J          | A tablet formed of five tiles of varying sizes, bordered by yellow and blue flowers in an art nouveau style                                      | Royal Doulton     | Thomas Simpson Died of exhaustion after saving many lives from the breaking ice at Highgate Ponds Jan 25 1885 | Thomas Simpson starb an Entkräftung, nachdem er viele Leben vom brechenden Eis bei Highgate Ponds gerettet hatte 25. Jan 1885 |                          |
| 21. August 1908      | William Fisher                                                       | 12. Juli 1886      | 4/K          | A tablet formed of five tiles of varying sizes, bordered by yellow and blue flowers in an art nouveau style                                      | Royal Doulton     | William Fisher Aged 9 Lost his life on Rodney Road Walworth while trying to save his little brother from being run over July 12, 1886 | William Fisher 9 Jahre alt verlor sein Leben auf der Rodney Road in Walworth, als er versuchte, seinen kleinen Bruder davor zu bewahren, überfahren zu werden 12. Juli 1886 |                          |
| 21. August 1908      | George Frederick Simonds                                             | 1. Dezember 1886   | 4/L          | A tablet formed of five tiles of varying sizes, bordered by yellow and blue flowers in an art nouveau style                                      | Royal Doulton     | George Frederick Simonds of Islington Rushed into a burning house to save an aged widow and died of his injuries Dec 1 1886 | George Frederick Simonds aus Islington rannte in ein brennendes Haus, um eine alte Witwe zu retten, und starb an seinen Verletzungen 1. Dezember 1886 |                          |
| 21. August 1908      | Samuel Lowdell                                                       | 25. Februar 1887   | 4/M          | A tablet formed of five tiles of varying sizes, bordered by yellow and blue flowers in an art nouveau style                                      | Royal Doulton     | Samuel Lowdell Bargeman Drowned when rescuing a boy at Blackfriars Feb 25 1887 He had saved two other lives | Samuel Lowdell Kahnfahrer ertrank, als er bei Blackfriars einen Jungen rettete 25. Feb 1887 Er hatte schon zwei andere Leben gerettet |                          |
| 21. August 1908      | William Freer Lucas                                                  | 8. Oktober 1893    | 4/N          | A tablet formed of five tiles of varying sizes, bordered by yellow and blue flowers in an art nouveau style                                      | Royal Doulton     | William Freer Lucas M.R.C.S. L.L.D. at Middlesex Hospital Risked poison for himself rather than lessen any chance of saving a child's life and died Oct 8th 1893                                                                                | William Freer Lucas M.R.C.S. L.L.D. am Middlesex Hospital riskierte lieber seine eigene Vergiftung, als die Chance zu verringern, das Leben eines Kindes zu retten, und starb 8. Okt 1893 |                          |
| 21. August 1908      | Edward Blake                                                         | 5. Februar 1895    | 4/O          | A tablet formed of five tiles of varying sizes, bordered by yellow and blue flowers in an art nouveau style                                      | Royal Doulton     | Edward Blake Drowned while skating at the Welsh Harp Waters · Hendon in the attempt to rescue two unknown girls Feb 5 1895 | Edward Blake ertrank beim Schlittschuhlaufen auf den Welsh Harp Waters in Hendon bei dem Versuch, zwei unbekannte Mädchen zu retten 5. Feb 1895 |                          |
| 21. August 1908      | Edward Morris                                                        | 2. August 1897     | 4/P          | A tablet formed of five tiles of varying sizes, bordered by yellow and blue flowers in an art nouveau style                                      | Royal Doulton     | Edward Morris Aged 10 Bathing in the Grand Junction Canal Sacrificed his life to help his sinking companion Aug 2 1897 | Edward Morris 10 Jahre alt Beim Baden im Grand Junction Canal opferte sein Leben, um seinen untergehenden Kameraden zu retten 2. Aug 1897 |                          |
| 21. August 1908      | Godfrey Maule Nicholson, George Elliott, Robert Underhill            | 12. Juli 1901      | 4/Q          | A tablet formed of five tiles of varying sizes, bordered by yellow and blue flowers in an art nouveau style                                      | Royal Doulton     | Godfrey Maule Nicholson Manager of a Stratford distillery George Elliott and Robert Underhill, workmen Successively went down a well to rescue comrades and were poisoned by gas July 12, 1901                                                  | Godfrey Maule Nicholson Manager einer Distillerie in Stratford George Elliott und Robert Underhill, Arbeiter kletterten nacheinander in einen Brunnen hinunter, um Kameraden zu retten, und wurden durch Gas vergiftet 12. Juli 1901                                                          |                          |
| 21. August 1908      | Solomon Galaman                                                      | 6. September 1901  | 4/R          | A tablet formed of five tiles of varying sizes, bordered by yellow and blue flowers in an art nouveau style                                      | Royal Doulton     | Solomon Galaman Aged 11 died of injuries Sept 6 1901 after saving his little brother from being run over in Commercial Street "Mother I saved him but I could not save myself."                                                                 | Solomon Galaman 11 Jahre alt, starb an Verletzungen am 6. Sept 1901, nachdem er in der Commercial Street seinen kleinen Bruder vor dem Überfahrenwerden gerettet hatte „Mutter, ich habe ihn gerettet, aber mich selbst konnte ich nicht retten.“                                             |                          |
| 21. August 1908      | James Bannister                                                      | 14. Oktober 1901   | 4/S          | A tablet formed of five tiles of varying sizes, bordered by yellow and blue flowers in an art nouveau style                                      | Royal Doulton     | James Bannister Of Bow aged 30 Rushed over when an opposite shop caught fire and was suffocated in the attempt to save life Oct 14 1901 | James Bannister aus Bow, 30 Jahre alt rannte hin, als ein gegenüberliegender Laden Feuer fing, und erstickte bei dem Versuch, Leben zu retten 14. Okt 1901 |                          |
| 21. August 1908      | Elizabeth Coghlam                                                    | 1. Januar 1902     | 4/T          | A tablet formed of five tiles of varying sizes, bordered by yellow and blue flowers in an art nouveau style                                      | Royal Doulton     | Elizabeth Coghlam Aged 26 Of Church Path Stoke Newington Died saving her family and house by carrying blazing paraffin to the yard Jan 1 1902                                                                                                   | Elizabeth Coghlam 26 Jahre alt aus Church Path, Stoke Newington starb, als sie ihre Familie und ihr Haus rettete, indem sie brennendes Parrafin in den Hof trug 1. Jan 1902 |                          |
| 21. August 1908      | Arthur Regelous, Alice Maud Denman                                   | 20. April 1902     | 4/U          | A tablet formed of five tiles of varying sizes, bordered by yellow and blue flowers in an art nouveau style                                      | Royal Doulton     | Arthur Regelous Carman ("Little Peter") aged 25 who with Alice Maud Denman aged 27 Died in trying to save her children from a burning house in Bethnal Green April 20, 1902                                                                     | Arthur Regelous Kutscher („Little Peter“), 25 Jahre alt, der mit Alice Maud Denman, 27 Jahre alt, starb bei dem Versuch, ihre Kinder aus einem brennenden Haus in Bethnal Green zu retten 20. April 1902                                                                                      |                          |
| 21. August 1908      | Arthur Strange, Mark Tomlinson                                       | 25. August 1902    | 4/V          | A tablet formed of five tiles of varying sizes, bordered by yellow and blue flowers in an art nouveau style                                      | Royal Doulton     | Arthur Strange Carman of London and Mark Tomlinson On a desperate venture to save two girls from a quicksand in Lincolnshire were themselves engulfed Aug 25 1902                                                                               | Arthur Strange Kutscher aus London und Mark Tomlinson Bei einem verzweifelten Versuch, in Lincolnshire zwei Mädchen aus dem Treibsand zu retten, wurden sie selbst verschlungen 25. Aug 1902                                                                                                  |                          |
| 21. August 1908      | John Slade                                                           | 26. Dezember 1902  | 4/W          | A tablet formed of five tiles of varying sizes, bordered by yellow and blue flowers in an art nouveau style                                      | Royal Doulton     | John Slade Private 4th Batt Royal Fusiliers of Stepney When his house caught fire saved one man and dashing upstairs to rouse others lost his life Dec 26 1902                                                                                  | John Slade Gefreiter im 4. Bataillon der Royal Fusiliers aus Stepney Als sein Haus Feuer fing, rettete er einen Mann und verlor sein Leben, als er nach oben rannte, um andere zu wecken 26. Dez 1902                                                                                         |                          |
| 21. August 1908      | Daniel Pemberton                                                     | 17. Januar 1903    | 4/X          | A tablet formed of five tiles of varying sizes, bordered by yellow and blue flowers in an art nouveau style                                      | Royal Doulton     | Daniel Pemberton Aged 61 Foreman L.S.W.R. Surprised by a train when gauging the line hurled his mate out of the track saving his life at the cost of his own Jan 17 1903                                                                        | Daniel Pemberton 61 Jahre alt Vorarbeiter bei der L.S.W.R. Als er beim Kontrollieren der Spurweite von einem Zug überrascht wurde, stieß er seinen Kollegen aus dem Gleis und rettete dessen Leben auf Kosten seines eigenen 17. Jan 1903                                                     |                          |
| 13. Juni 1919        | Alfred Smith                                                         | 13. Juni 1917      | 2/A          | A tablet formed of five tiles of varying sizes, bordered by yellow and blue flowers in an art nouveau style                                      | Royal Doulton     | Alfred Smith Police Constable Who was killed in an air raid while saving the lives of women and girls June 13, 1917 | Alfred Smith Polizeiwachtmeister der bei einem Luftangriff getötet wurde, als er die Leben von Frauen und Mädchen rettete 13. Juni 1917 |                          |
| 15. Oktober 1930     | Harold Frank Ricketts                                                | 11. September 1916 | 2/E          | A tablet formed of five tiles of varying sizes, bordered by yellow and blue flowers in an art nouveau style                                      | Royal Doulton     | P.C. Harold Frank Ricketts Metropolitan Police Drowned at Teignmouth whilst trying to rescue a boy bathing and seen to be in difficulty 11 Sept 1916                                                                                            | P.C. Harold Frank Ricketts Metropolitan Police ertrank in Teignmouth, als er versuchte, einen Jungen zu retten, der badete und offensichtlich in Schwierigkeiten war 11. Sept 1916 |                          |
| 15. Oktober 1930     | Edward George Brown Greenoff                                         | 19. Januar 1917    | 2/F          | A tablet formed of five tiles of varying sizes, bordered by yellow and blue flowers in an art nouveau style                                      | Royal Doulton     | P.C. Edward George Brown Greenoff Metropolitan Police Many lives were saved by his devotion to duty at the terrible explosion at Silvertown 19 Jan 1917                                                                                         | P.C. Edward George Brown Greenoff Metropolitan Police Durch seine Pflichterfüllung wurden bei der schrecklichen Explosion in Silvertown viele Leben gerettet 19. Jan 1917 | [ Anm. 19 ] [ 37 ]       |
| 15. Oktober 1930     | Percy Edwin Cook                                                     | 7. Oktober 1927    | 2/G          | A tablet formed of five tiles of varying sizes, bordered by yellow and blue flowers in an art nouveau style                                      | Royal Doulton     | P.C. Percy Edwin Cook Metropolitan Police Voluntarily descended high-tension chamber at Kensington to rescue two workmen overcome by poisonous gas 7 Oct 1927                                                                                   | P.C. Percy Edwin Cook Metropolitan Police stieg freiwillig in eine Hochspannungskammer in Kensington hinunter, um zwei Arbeiter zu retten, die von giftigem Gas überwältigt worden waren 7. Okt 1927                                                                                          |                          |
| April 1931           | Herbert Maconoghu                                                    | 28. August 1882    | 3/G          | A tablet formed of six standard sized tiles, bordered by green flowers in the style of the Arts and Crafts movement                              | Fred Passenger    | Herbert Maconoghu School boy from Wimbledon aged 13 His parents absent in India, lost his life in vainly trying to rescue his two school fellows who were drowned at Glovers Pool, Croyde, North Devon August 28, 1882                          | Herbert Maconoghu Schuljunge aus Wimbledon, 13 Jahre alt Während seine Eltern in Indien abwesend waren, verlor er sein Leben bei dem vergeblichen Versuch, seine beiden Schulkameraden zu retten, die in Glovers Pool, Croyde, North Devon, ertrunken waren. 28. August 1882                  | [ Anm. 21 ] [ 38 ]       |
| 11. Juni 2009        | Leigh Pitt                                                           | 7. Juni 2007       | 2/B          | A tablet formed of five tiles of varying sizes, bordered by yellow and blue flowers in an art nouveau style and decorated with two stylised fish | Royal Doulton     | Leigh Pitt Reprographic operator Aged 30, saved a drowning boy from the canal at Thamesmead, but sadly was unable to save himself June 7, 2007                                                                                                  | Leigh Pitt Drucker 30 Jahre alt, rettete einen ertrinkenden Jungen aus dem Kanal bei Thamesmead, konnte sich selbst aber leider nicht retten 7. Juni, 2007 |                          |

1. ↑  Unter den Passagieren des Zuges befand sich auch der damalige Erste Lord der Admiralität George Goschen, 1. Viscount Goschen
2. ↑  Mary Rogers’ Tod erregte viel Aufmerksamkeit. Durch eine öffentliche Spendensammlung wurde unter anderem ein Denkmal in Southampton finanziert, und im Treppenhaus der Lady Chapel in der Liverpool Cathedral ist sie auf einem Buntglasfenster abgebildet. Auch zahlreiche Gedichte wurden über ihren Tod geschrieben.
3. ↑  Der 20. Juni 1888 war der Tag ihres Todes. Der Unfall selbst hatte sich bereits im Juli des Vorjahres ereignet. Damit ist Elizabeth Boxall von allen auf den Tafeln verzeichneten Personen diejenige mit der größten Zeitspanne zwischen ihrer Rettungstat und ihrem Tod.
4. ↑  Die ursprüngliche Tafel war von William De Morgan gestaltet worden und befand sich in der dritten Reihe. Da sie mehrere Fehler enthielt (das Jahr des Unglücks war mit 1885 statt mit 1895 angegeben worden und der Ort mit West Ham statt mit East Ham), wurde sie 1930 entfernt. Da die neue Tafel aber stilistisch nicht mehr zu den Nachbartafeln passte, wurde sie in der zweiten Reihe angebracht.
5. ↑  Rabbeth hatte mit seinem Mund die blockierte Trachealkanüle des Jungen freigesaugt und sich dabei selbst infiziert. Trotzdem starb der Junge nur wenige Tage nach Rabbeth.
6. ↑  Alice Ayres arbeitete als Kindermädchen im Haus ihrer Schwester. Die Familie wohnte im ersten Stock eines Hauses, über einem Laden, in dem Alices Schwager Öle und Farben verkaufte. In den frühen Morgenstunden des 24. April 1885 ereignete sich in dem Geschäft eine Explosion. Alice schaffte es noch, nacheinander die drei Mädchen, die mit ihr im Zimmer waren, auf eine Matratze fallen zu lassen, die sie zuvor aus dem Fenster geworfen hatte. Sie selbst, vermutlich vom Rauch halb bewusstlos, fiel aus dem Fenster, verfehlte aber die Matratze, zog sich eine schwere Wirbelsäulenverletzung zu und starb zwei Tage später im Krankenhaus. Auch eines der drei Mädchen überlebte nicht (so dass Alice faktisch nur zwei Kinder gerettet hatte). Außerdem starben in dem Feuer ein kleiner Junge sowie die Eltern der Kinder.
Alice Ayres war von allen auf den Tafeln verzeichneten Personen diejenige, deren Fall am meisten öffentliche Aufmerksamkeit erregte. Sie wurde unter großer Anteilnahme der Bevölkerung zu Grabe getragen. Über ihrem Grab wurde ein knapp 5 Meter hoher Obelisk aus Granit errichtet, der durch eine öffentliche Spendensammlung finanziert wurde. Verschiedene Autoren schrieben über Ayres Gedichte, und in Southwark wurde eine Straße nach ihr benannt.
7. ↑  Die Meldung über den Bootsunfall wurde von zahlreichen Zeitungen aufgegriffen und nachgedruckt. Bereits am 10. Januar 1885 schrieb jedoch die Mid-Surrey Gazette, dass der Artikel über den Bootsunfall eine Falschmeldung gewesen sei. Es gibt auch weder Hinweise darauf, dass es eine Untersuchung des Unglücks durch einen Coroner gegeben hätte, noch lassen sich im fraglichen Zeitraum in der Gegend Todesfälle mit den entsprechenden Namen nachweisen. Wahrscheinlich hat es G. Garnish nie gegeben. Watts hatte aber offenbar nur die ursprüngliche Zeitungsmeldung zur Kenntnis genommen, und so wurde 17 Jahre später doch noch die Gedenktafel enthüllt.
8. ↑  John hatte kurz zuvor schon seiner kleinen Schwester das Leben gerettet, als deren Kleidung Feuer gefangen hatte.
9. ↑  Goodrum war als Sicherungsposten tätig. Der Gerettete hatte Goodrums Warnsignal nicht rechtzeitig gehört.
10. ↑  Eigentlich Mary Jarman
11. ↑  Laut Price hatte sich die Rettungstat am 29. September ereignet, und Brown starb am 17. Oktober an einer Lungenentzündung.
12. ↑  Bei der Dame handelte es sich um die bekannte Opernsängerin Therese Tietjens. Drake war ihr Kutscher. Er starb allerdings erst am 8. April, also sechs Tage nach dem Unfall, an einer Pyämie infolge einer Beinverletzung.
13. ↑  Sarah Smith war ihr Künstlername. Bürgerlich hieß sie Sarah Gibson.
14. ↑  Laut John Price in Wirklichkeit Charles Edward Emery. Der Name Edmund auf dem Denkmal ist falsch, was auf einen fehlerhaften Zeitungsartikel zurückzuführen ist.
15. ↑  Eigentlich Frederick Alfred Craft
16. ↑  Eigentlich James Hewins
17. ↑  Watts bezog seine Informationen über diesen Fall aus Lloyd’s Weekly. In anderen Zeitungen wurde der Verstorbene auch als Edward Charles Clark oder Charles Edward Clack bezeichnet. Laut John Price hieß er jedoch in Wirklichkeit Edwin Charles Clack.
18. ↑  In Wirklichkeit wahrscheinlich Solomon Gellman
19. ↑  Während des Ersten Weltkriegs befand sich in Silvertown eine Anlage zur Herstellung von TNT. Am 19. Januar 1917 kam es zu einem Brand, in dessen Folge 50 Tonnen des Sprengstoffs explodierten. Grennoff hatte kurz vor der Explosion begonnen, die Bewohner der umliegenden Häuser zu evakuieren.
20. ↑  Eigentlich Herbert Moore McConaghey
21. ↑  Es war zur damaligen Zeit nicht unüblich, dass die Kinder von Eltern, die als Beamte irgendwo im Britischen Kolonialreich tätig waren, zum Schulbesuch nach England zurückkehrten.
Mit dieser Tafel wurde die Lücke in der dritten Reihe geschlossen, die dort durch die Entfernung der fehlerhaft beschrifteten Tafel im Vorjahr entstanden war.

### Mobile App
Im Jahr 2013 wurde eine Mobile App für iOS und Android veröffentlicht. Nutzer der App konnten die Tafeln des Denkmals mit der Kamera ihres Mobiltelefons scannen und erhielten dann weiterführende Informationen über die verstorbene Person und die Umstände ihres Todes. Außerdem konnten mittels einer interaktiven Karte Veranstaltungen und interessante Orte gefunden werden.

## Denkmalschutz
Das Memorial to Heroic Self Sacrifice wird in der Denkmalliste als „besonders bedeutendes Bauwerk von allgemeinem Interesse“ (Grade II*) geführt.

## Künstlerische Rezeption

### Film
In dem 2004 erschienenen Film Hautnah benutzt eine von Natalie Portman gespielte Person drei Jahre lang den Namen Alice Ayres. Erst später entdeckt der von Jude Law gespielte männliche Protagonist, dass sie diesen Namen einer der Gedenktafeln entnommen hatte.

### Musik
Der britische Komponist Howard Goodall ließ sich von dem Denkmal zu einem zwölfminütigen Stück für Kammerorchester mit dem Titel The Ordinary Heroes of Postman’s Park inspirieren. Die Uraufführung durch das English Chamber Orchestra unter Andrew Litton fand am 16. Juni 2022 in der Londoner Cadogan Hall statt. Dem Werk ist das bereits oben erwähnte Zitat aus Watts’ Leserbrief an die Times vorangestellt: “The material prosperity of a nation is not an abiding possession: the deeds of its people are”.